# Храм Істини
Храм Істини (тай. ปราสาทสัจธรรม, відомий також як Ванг Боран та Прасат Маі) — дерев'яний храм у Паттаї, Таїланд. Будувати його почав на власні кошти мільйонер та меценат Лек Вірійапхан (Lek Viriyaphant) у 1981 році. За легендою, йому наворожили, що він помре як тільки добудує храм. Сталося це через 19 років 7 листопада 2000 року, проте храм все ще будується. На 2025 рік заплановане закінчення будівництва та оздоблення приміщення.
Висота храму становить 105 м. Храм зведений в кхмерських традиціях храмів Ангкору. Скульптурне оздоблення нагадує горельєфи індійського Гопураму й репрезентує буддійську та індуїстську міфологію. Храм відтворює прадавнє бачення Всесвіту, древні знання і східну філософію. Спроба зрозуміти стародавнє життя, відповідальність людини, цикл життя, взаємовідносини з Всесвітом і спільне прагнення до Утопії.
Вхід до храму коштує 500 батів для усіх національностей.

## Галерея

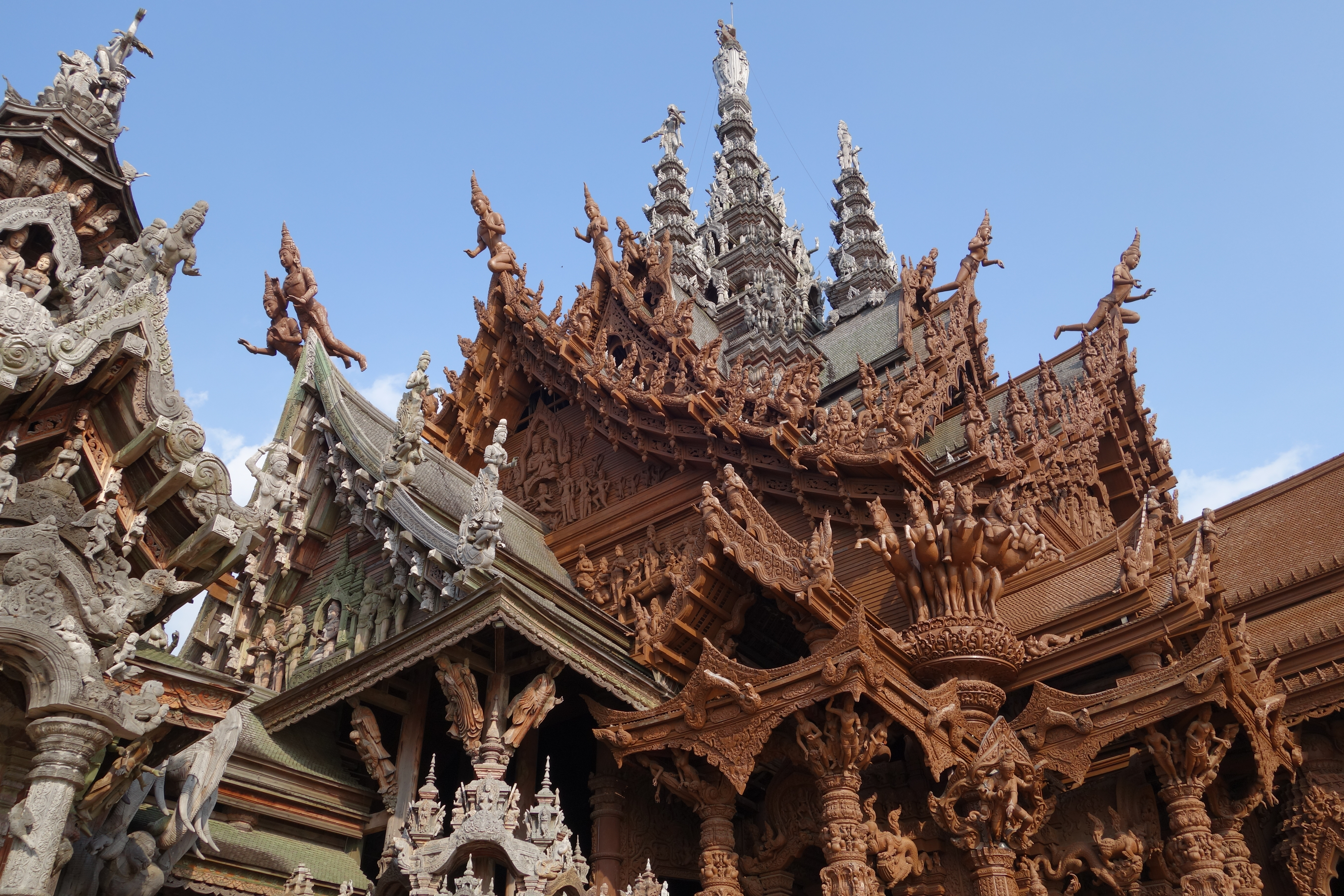
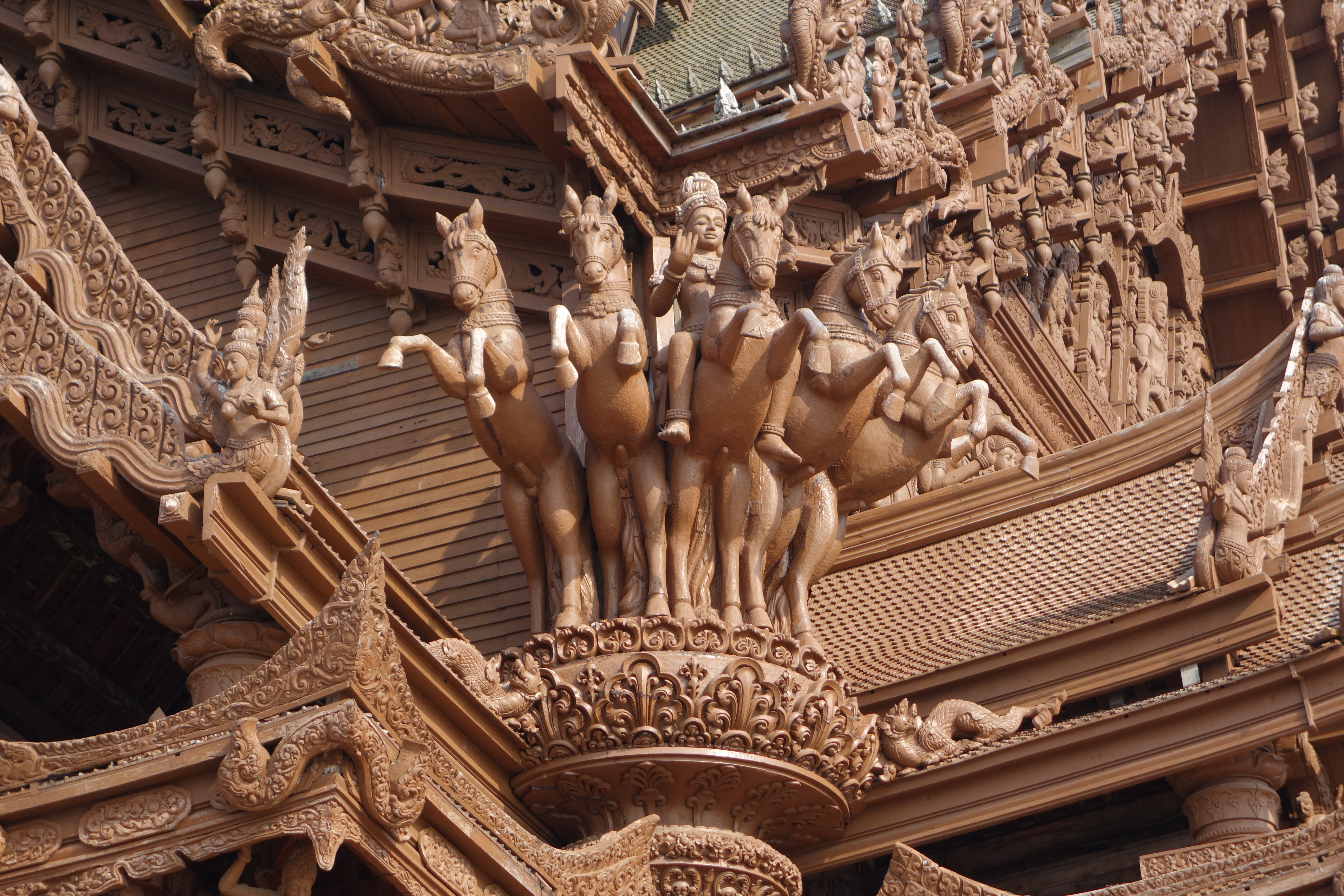
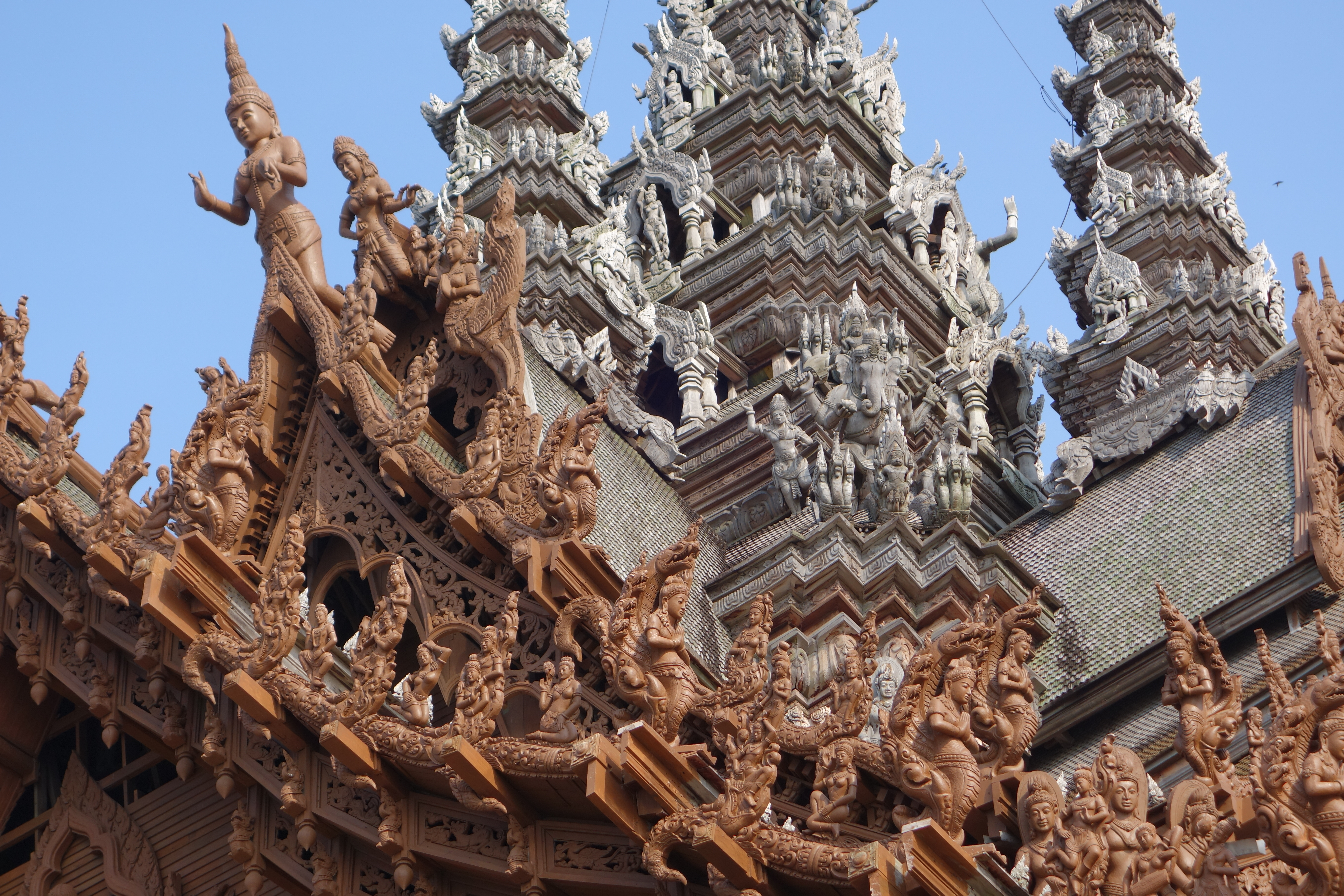
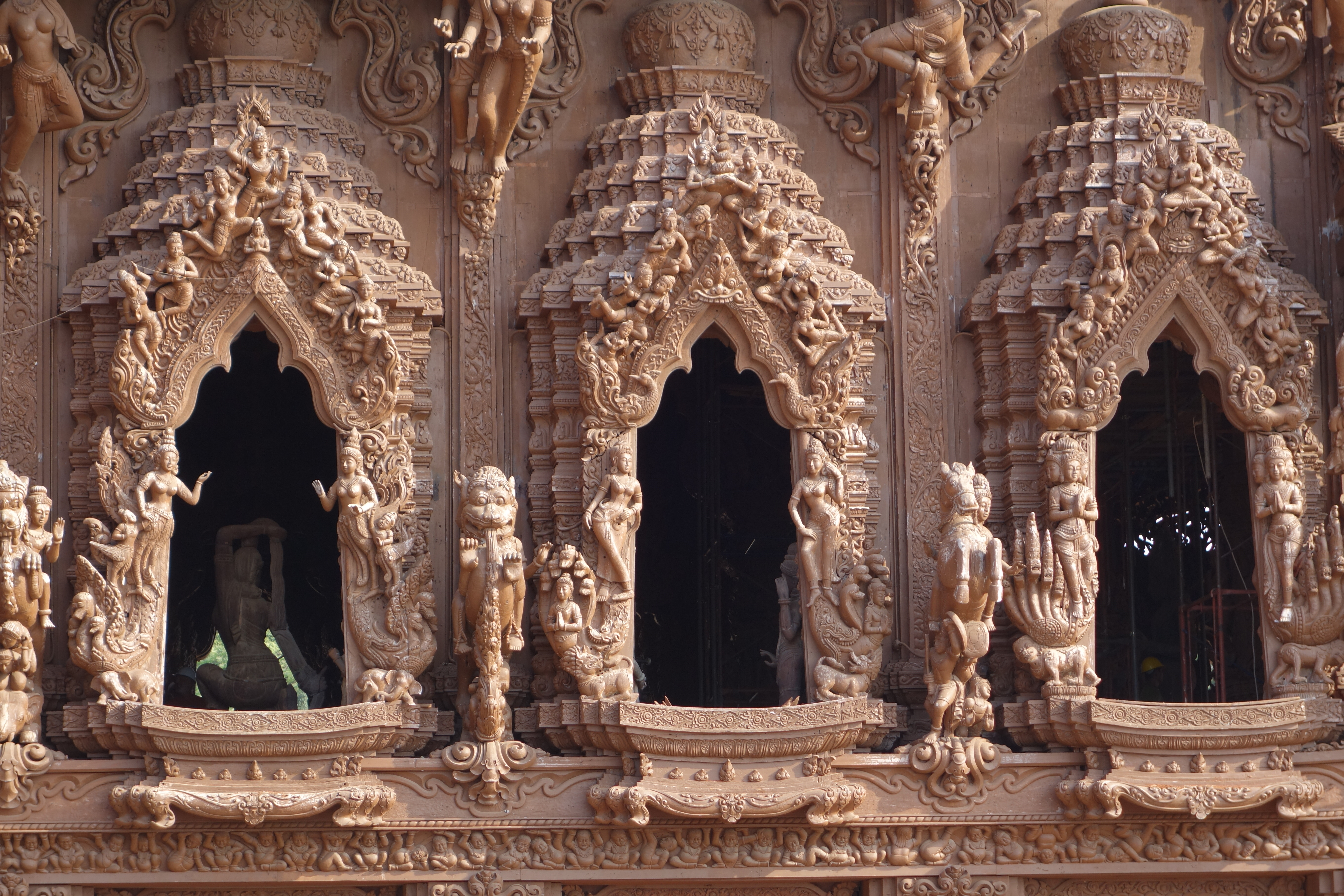
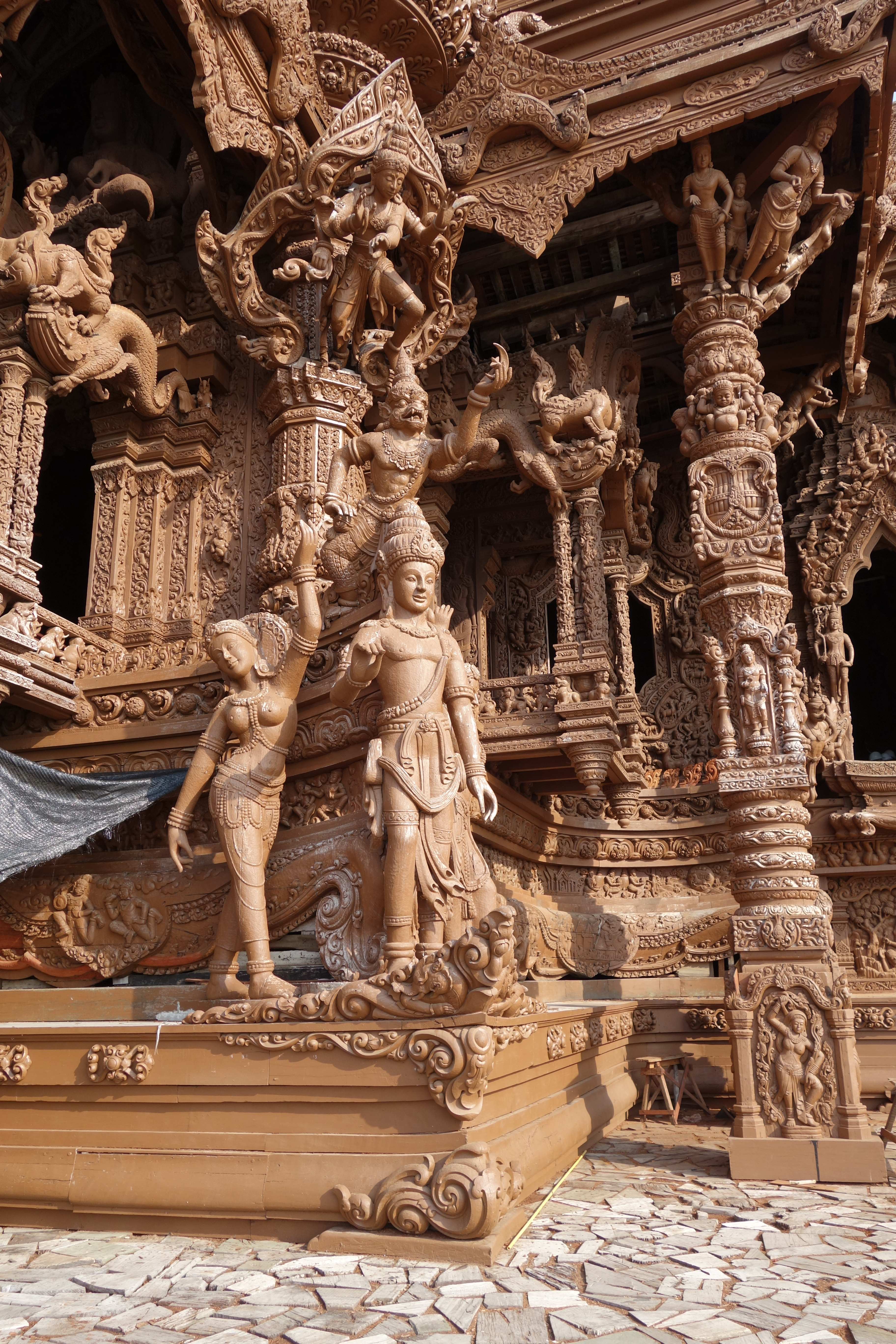
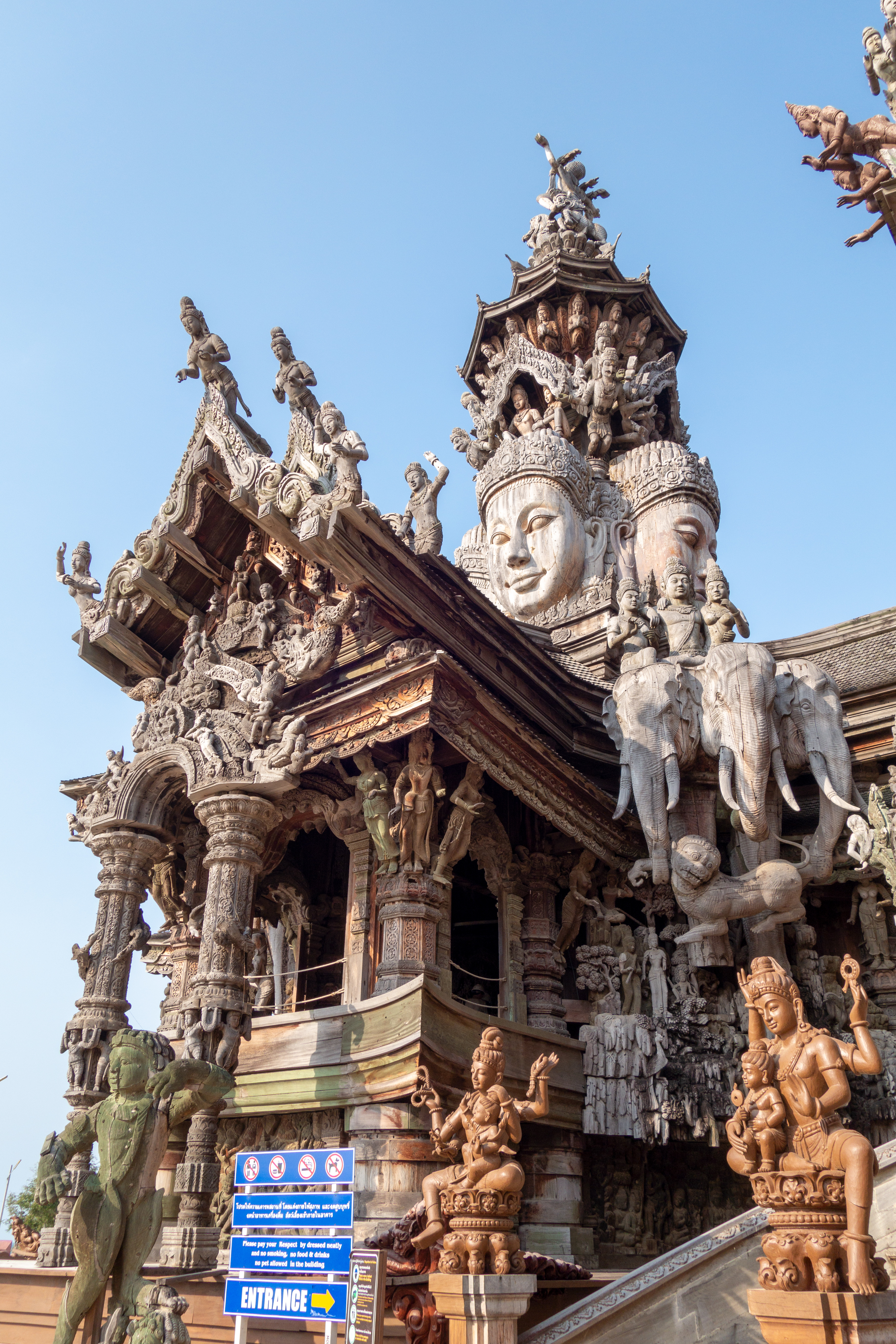
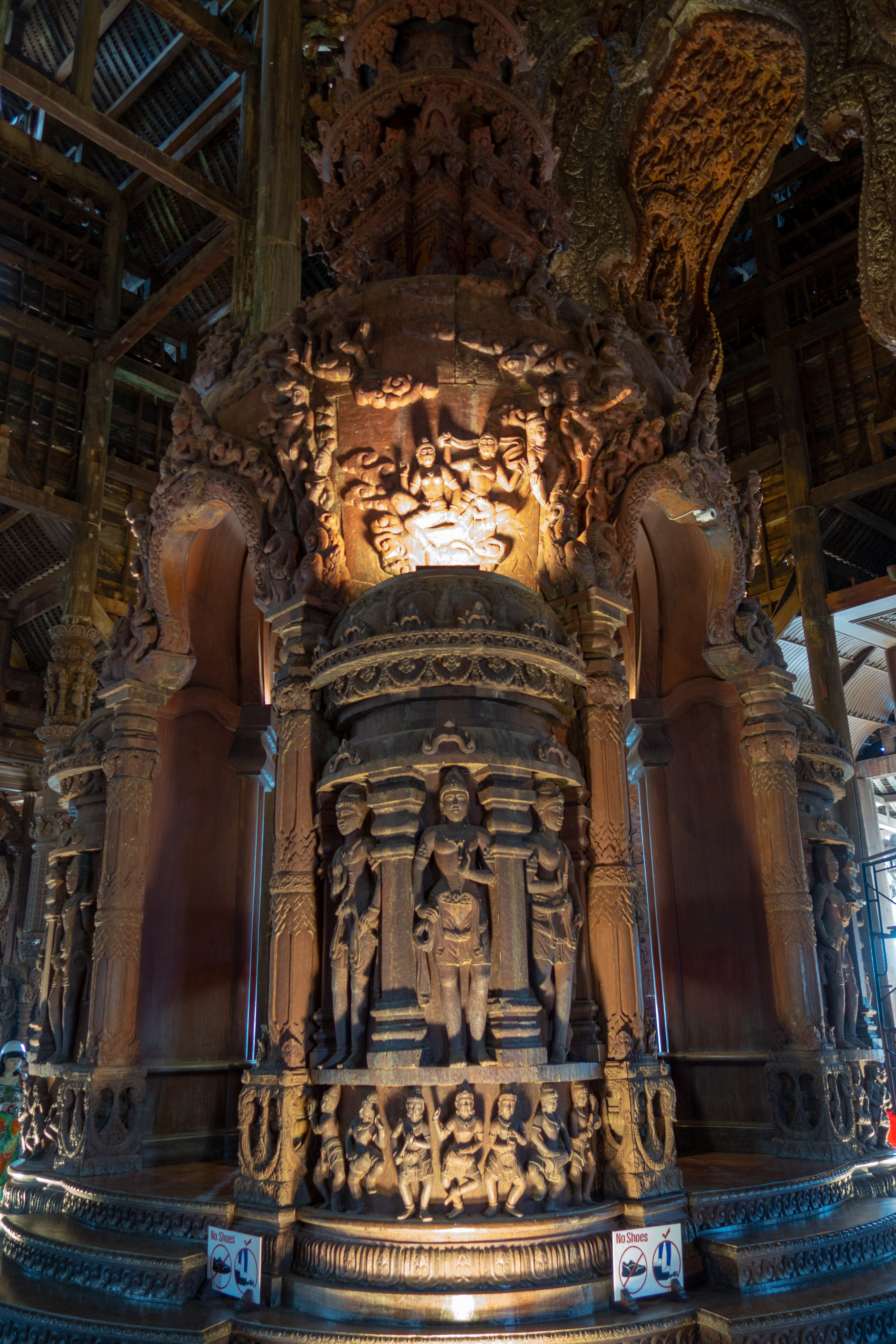
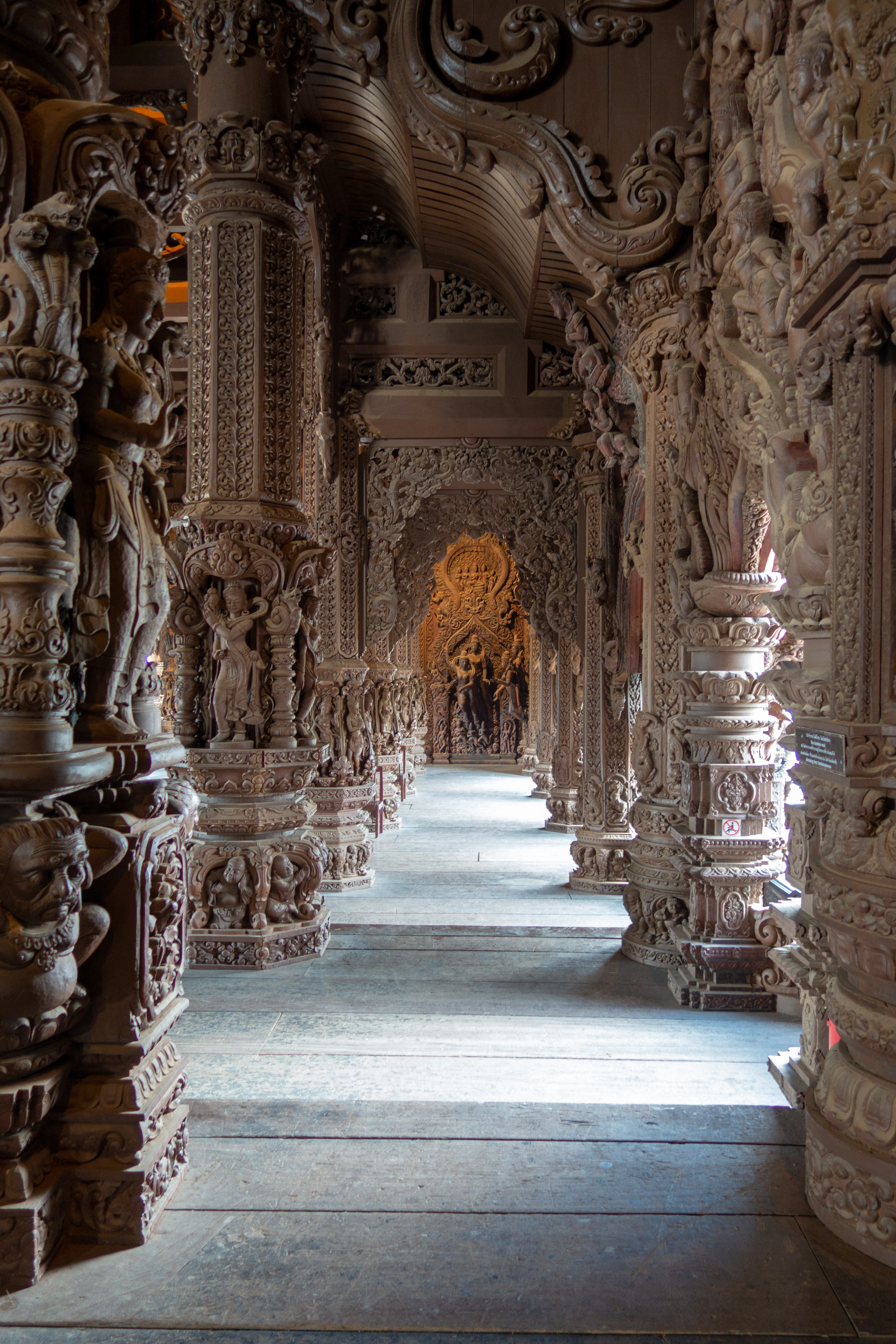
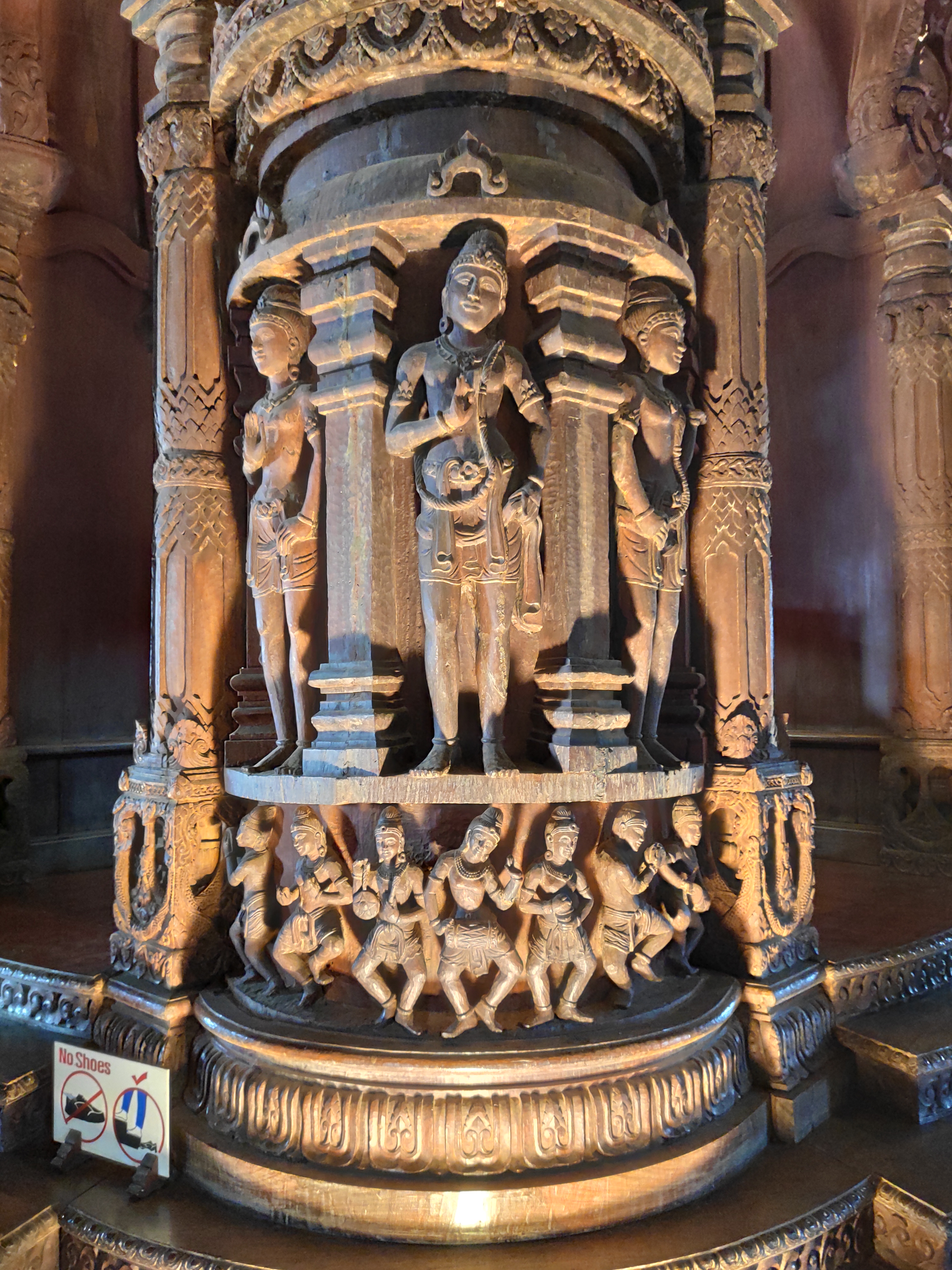
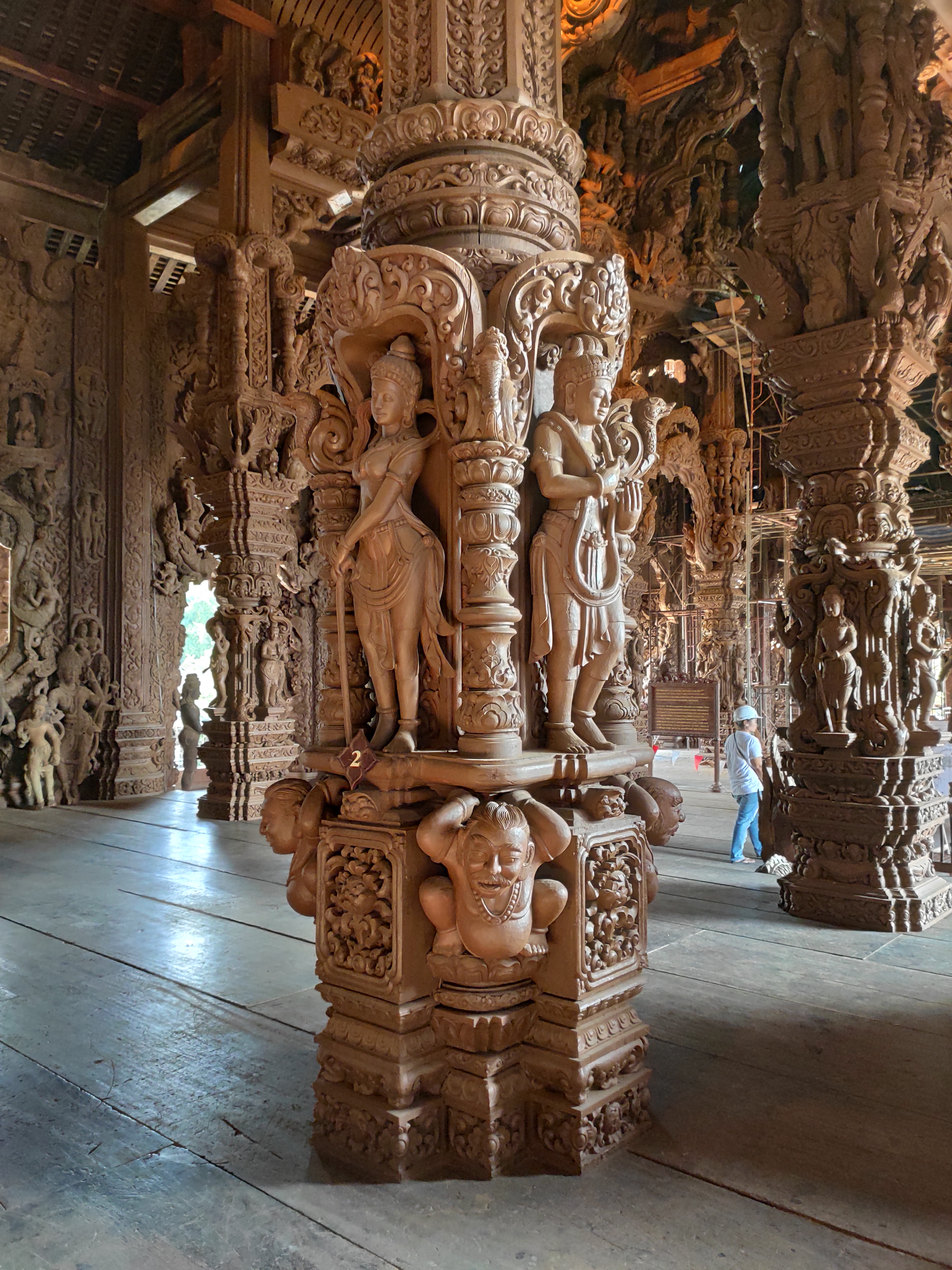
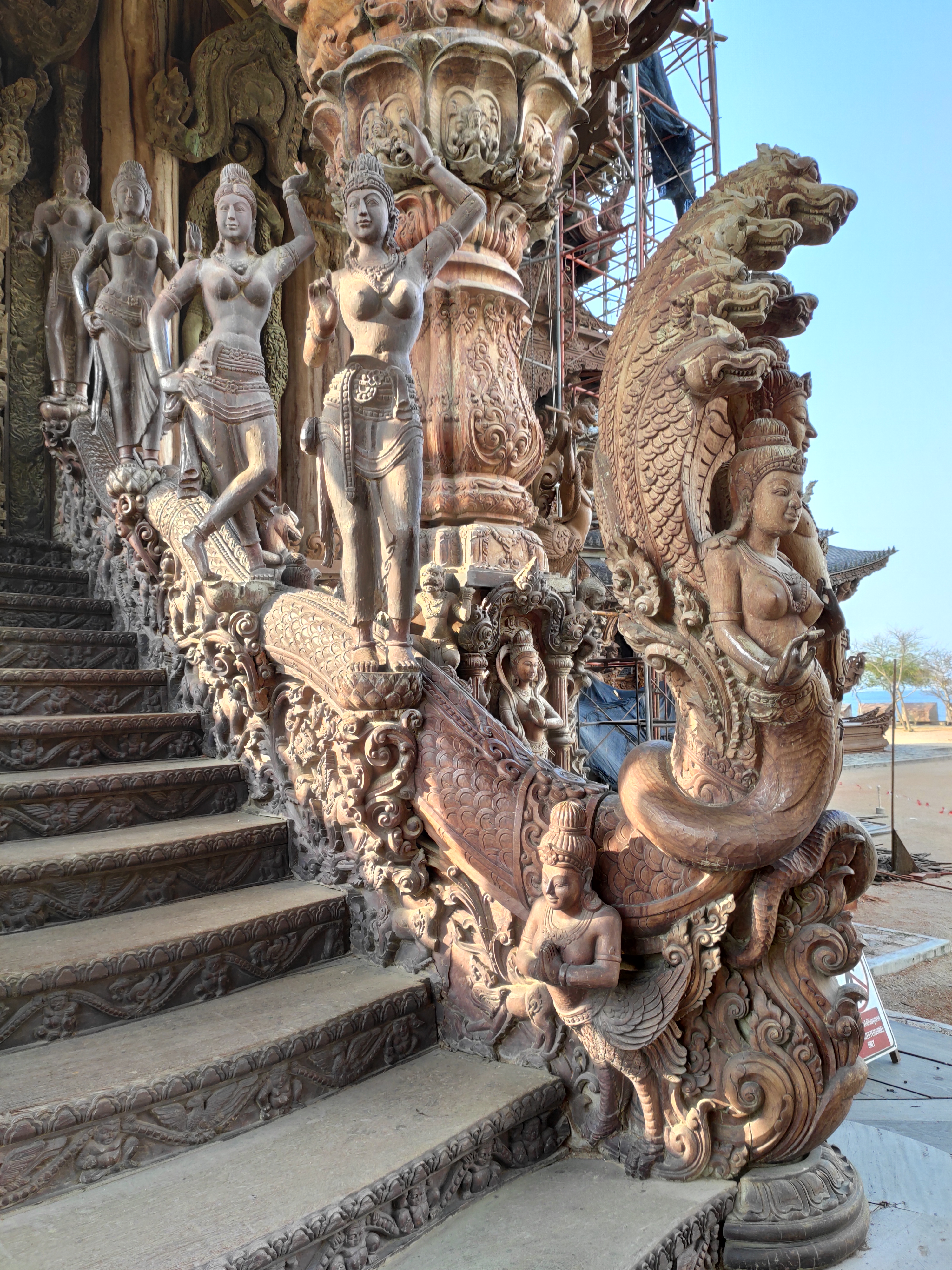
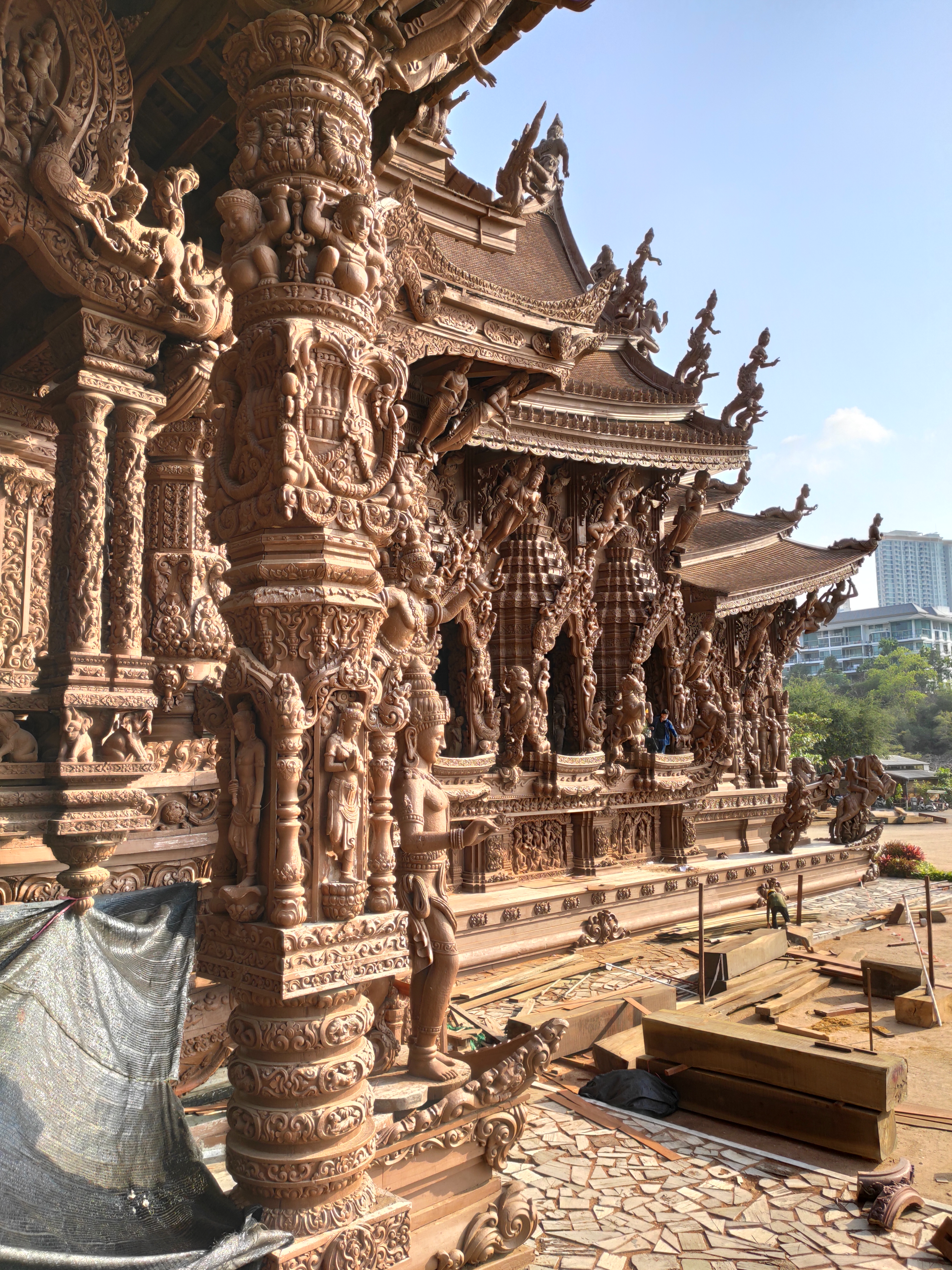